# Йале (собака)
Йале (ум. в 1922 году) — домашняя собака-дворняга короля Сиама Вачиравудха, также известного под именем Рама VI. Была застрелена неизвестными, вследствие чего король впал в глубокую печаль, организовал ей пышные похороны, воздвиг надгробный памятник и написал скорбную поэму-эпитафию на её смерть.

## Приобретение собаки
Йале была беспородной собакой с, по описаниям, пушистым хвостом и чёрно-белыми ушами. Она родилась и «служила» в одной из тюрем провинции Накхонпатхом, где занималась истреблением крыс. Король Вачиравудх однажды, поскольку это входило в королевские обязанности, посетил данную тюрьму с инспекционной поездкой, где увидел эту собаку во время охоты за крысами. Она приглянулась королю, и он, одарив тюремного смотрителя, уговорил отдать её себе. Король назвал собаку «Йале».
«Йале» — не тайское имя, а искажённое от «Жарле», фамилии Эмиля Жарле, главного героя пьесы начала XIX века «Мой друг Жарле», которую в то время ставили на сценах Сиама под названием «Хороший друг». Король отождествлял это слово («Жарле») непосредственно со словом «друг».

## Жизнь во дворце
Если верить сохранившимся описаниям, Йале был умным и верным псом, беззаветно преданным королю, который, однако, вскоре стал объектом зависти и ненависти со стороны многих придворных. Он часто кусал их прямо перед королевским троном, особенно если (якобы) их одежда была растрёпана; это приводило к тому, что придворные часто бывали возмущены и пристыжены. Он также якобы часто нападал на тех, кто подносил королю лекарства.
Сообщается также, что Йале любил убегать из королевского дворца; в результате король несколько раз организовывал поиски. В будущем к ошейнику Йале была прикреплена табличка, текст на которой сообщал, что это собака короля, а нашедшему её обещалось вознаграждение.

## Гибель
Йале прожил в королевском дворце пять лет, пока однажды не был найден убитым выстрелом у стены Большого дворца, выходящей к храму Ват Пхо. Убийцы остались неизвестными, но ими почти наверняка были люди высокого ранга (возможно, королевские придворные), поскольку в те годы простым гражданам страны было сложно приобрести огнестрельное оружие.
Король был очень сильно опечален смертью своей любимой собаки и, как сообщается, устроил ей торжественные похороны. Йале похоронили в позолоченном и украшенном рисунками гробу, а в прощальной церемонии приняли участие многие придворные, надевшие свои лучшие одежды. Всем, кто принимал участие в похоронной церемонии, были выданы подарки — платки с вышитым на них изображением убитой собаки и расположенным в правом верхнем углу королевским вензелем.

## Память
После похорон король распорядился также воздвигнуть в честь Йале отлитый из меди памятник на лужайке для гольфа перед своим дворцом Санам Чандра в Накхонпатхоме, для создания которого, после рассмотрения нескольких проектов, был приглашён работавший в Сиаме итальянский скульптор Эрколе Манфреди, и написал скорбную поэму-эпитафию, строки которой были выбиты на одной из сторон постамента со статуей животного.